# Storträsket (Stensele socken, Lappland)
Storträsket är en sjö i Storumans kommun i Lappland och ingår i Umeälvens huvudavrinningsområde. Sjön har en area på 0,262 kvadratkilometer och ligger 362,1 meter över havet.

## Delavrinningsområde
Storträsket ingår i det delavrinningsområde (721446-158638) som SMHI kallar för Utloppet av Stor-Bastuträsket. Medelhöjden är 311 meter över havet och ytan är 24,43 kvadratkilometer. Räknas de 32 avrinningsområdena uppströms in blir den ackumulerade arean 377,92 kvadratkilometer. Gunnarbäcken (Storbäcken) som avvattnar avrinningsområdet har biflödesordning 3, vilket innebär att vattnet flödar genom totalt 3 vattendrag innan det når havet efter 221 kilometer. Avrinningsområdet består mestadels av skog (70 procent). Avrinningsområdet har 3,62 kvadratkilometer vattenytor vilket ger det en sjöprocent på 14,8 procent. Bebyggelsen i området täcker en yta av 0,6 kvadratkilometer eller 2 procent av avrinningsområdet.